# Prototrox transbaikalicus
Prototrox transbaikalicus is een keversoort uit de familie beenderknagers (Trogidae). De wetenschappelijke naam van de soort is voor het eerst geldig gepubliceerd in 2000 door Nikolajev.